# Desis inermis
Espèce
Desis inermis est une espèce d'araignées aranéomorphes de la famille des Desidae.

## Distribution
Cette espèce est endémique d'Inde.

## Publication originale
- Gravely, 1927 : Arachnida and insecta. The littoral fauna of Krusadai Island. Bulletin of the Madras Government Museum, (N.S.) vol. 1, p. 161-162.